# اقتصاد قطر
يعتبر النفط والغاز الطبيعي من أهم الموارد الأساسية للاقتصاد القطري، ويبلغ إنتاج قطر من النفط مليون برميل يومياً. وتصدر قطر سنوياً من الغاز الطبيعي المسال 77 مليون طن.، تسعى لزيادة إنتاجها النفطي إلى مليون برميل يوميا على الرغم من الأزمة المالية العالمية، فمؤشر البطالة في قطر بلغ %0,6 سنة 2017 ، حافظت قطر على نموها الاقتصادي في السنوات القليلة الماضية. وسعت السلطات القطرية طوال الأزمة لحماية القطاع المصرفي المحلي مع الاستثمارات المباشرة في البنوك المحلية. ويتوقع نمو اقتصاد قطر 17% نهاية عام 2010م. وقدر محللون في بنك الاستثمار الأول -وهو بنك استثماري عالمي يتخذ من البحرين مقرا له- أن يتراجع سوق العقارات في قطر في 2010 بنسبة تتراوح بين 10% و15% فقط بعدما كان تراجع في ذروة الأزمة بنسبة لم تتعد 30%.
وفي فبراير 2012 قدّر بنك قطر الدولي IBQ معدل النمو الاقتصادي المسجل في دولة قطر بنحو %19.9 في العام 2011 لكنه توقع أن يتراجع هذا النمو إلى %9.8 في العام 2012 نتيجة انتهاء مشروع توسيع تسييل الغاز الطبيعي ومشاريع الغاز المرتبطة بذلك (بما فيها تحويل الغاز إلى سوائل).
توقع صندوق النقد الدولي أن ينمو الناتج المحلي الإجمالي في دولة قطر خلال عام 2014 بنسبة 6% بفضل المشاريع الاستثمارية الكبرى التي تعتزم الدولة إقامتها خلال الفترة المقبلة. كما توقع الصندوق في تقرير حول الاقتصاد القطري أن تنمو المشاريع الاستثمارية العامة للدولة بنسبة تتراوح بين 6 إلى 7% في المدى المتوسط في حين يصل نمو القطاع غير النفطي إلى حوالي 10%، فيما يتراوح مستوى التضخم بين حوالي 3 إلى 4%. وأكد صندوق النقد الدولي بقاء الاقتصاد الكلي في قطر قويا على الرغم من تباطؤ نمو الناتج المحلي الإجمالي من 13 بالمائة في عام 2011 إلى 6.2 بالمائة في عام 2012.. مشيرا إلى أن الزيادة بنسبة 10 بالمائة في القطاع غير النفطي، وخصوصا البناء، والنقل، والاتصالات، والتمويل أبقى النمو المطرد عند حوالي 6 بالمائة في عام 2013. وقال إن الحساب الجاري لدولة قطر قد سجل فائضا بحدود 32 بالمائة من الناتج المحلي الإجمالي في عام 2012 ما يعكس الارتفاع المستمر في أسعار الغاز الطبيعي المسال والنفط الخام وصادرات الدولة من المكثفات .. لافتا إلى بقاء أسعار الغاز الطبيعي المسال في أسواق التصدير الرئيسية لدولة قطر في آسيا بمنأى عن تأثيرات النمو السريع في إنتاج الولايات المتحدة من الغاز والنفط غير التقليدي. وأكد أن دولة قطر تتمتع بسياسة واحتياطي مالي يقيها التعرض للمخاطر قصيرة الأجل الناشئة عن تقلبات السوق المالية العالمية.. وقال إن موارد قطر الطبيعية ضخمة ومن غير المرجح أن يتأثر الإنفاق بالانخفاض في أسعار الهيدروكربون أو تقلبات السوق على المدى القريب.